# 奧列西涅
49°29′19″N 25°10′4″E / 49.48861°N 25.16778°E
奧列西涅（烏克蘭語：Олесине），是烏克蘭的村落，位於該國西部捷爾諾波爾州，由捷尔诺波尔区負責管轄，始建於1820年，面積0.233平方公里，2001年人口532，人口密度每平方公里2,283.26人。